# Székely József (agrármérnök)
Székely József (Lukafalva, 1928. szeptember 22.– 1994. december 16.(k. n.)) erdélyi magyar agrármérnök, mezőgazdasági kutató és szakíró.

## Életútja, munkássága
Kertészeti szakiskolát Radnóton (1950), szakközépiskolát Székelyudvarhelyen, a Mezőgazdasági Líceumban végzett (1952). Főiskolai tanulmányait a kolozsvári Mezőgazdasági Főiskola kertészeti szakán kezdte, majd Moszkvában fejezte be 1957-ben. Ezután a kolozsvári Kertészeti Kísérleti Állomás kutatója volt nyugdíjazásáig (1990).
Kutatómunkája eredményeiről hazai szaklapokban és tanácskozásokon számolt be, nagyszámú ismeretterjesztő írása jelent meg hazai napilapokban és folyóiratokban (Falvak Dolgozó Népe, Dolgozó Nő, A Hét, Vörös Zászló, Előre, Igazság, Făclia, Horticultură, Grădina, Via şi Livada, Agricultura Socialistă).

## Művei
- Combaterea bolilor şi dăunătorilor plantelor ornamentale (társszerző, Bukarest, 1968);
- Védekezés a dísznövények betegségei és kártevői ellen (társszerző, Bukarest, 1969);
- Kertészeti növények védelme (társszerző, Bukarest, 1975);
- Bogyós gyümölcsűek termesztése (társszerző, Bukarest, 1983);
- Dísznövények védelme (Bukarest, 1983).